# Flygande universitetet
Flygande universitetet var en underjordisk utbildningsrörelse aktiv 1885−1905 i Warszawa, då under det ryska imperiets kontroll.
Syftet med denna och liknande institutioner var att ge polska ungdomar en utbildning fri från de styrande myndigheternas ideologi. Under 1800-talet var denna typ av underjordiska institutioner också viktiga i det nationella försöket att motstå germanisering under preussisk och russifiering under rysk ockupation. Tusentals unga män och kvinnor studerade vid universitetet mellan 1885−1905. Bland polska intellektuella knutna till Flygande universitetet finns bland andra Marie Curie, Zofia Nałkowska och Janusz Korczak.
Det återupplivades mellan 1977−1981 i den kommunistiska folkrepubliken Polen. Poeten Adam Zagajewski var lärare på Flygande universitetet under kommunisttiden.